# Emelie Tracy Y. Swett
Emelie Tracy Y. Swett (ur. 9 marca 1863 w San Francisco, zm. 21 kwietnia 1892 tamże) – poetka amerykańska.  
Była córką Johna Swetta, znanego pedagoga, nazywanego ojcem edukacji na wybrzeżu pacyficznym (The father of Pacific Coast Education). W 1889 wyszła za mąż za bankowca Johna W. Parkhursta. Pisała wierszem i prozą, publikując w kalifornijskich czasopismach. Udramatyzowała też powieść Ramona Helen Hunt Jackson. 